# Alejandra (ime)
Alejandra je španjolsko i meksičko ime. Potječe od grčkog imena Alexandra što znači branitelj. Slična imena su još i Alejandro, Aleksandar, Aleksandra, Alessandro i Alessandra.

## Poznate osobe s imenom Alejandra
- Alejandra Barros - meksička glumica
- Alejandra Gulla - argentinska hokejašica na travi
- Alejandra Lazcano - meksička glumica
- Alejandra Palma - argentinska hokejašica na travi
- María Alejandra Tucat - argentinska hokejašica na travi
- Alejandra Sandoval - kolumbijska glumica i model